# Socialistische Partij (India)
De Samajwadi-partij (SP) (letterlijk: Socialistische Partij) is een politieke partij uit India. Het heeft hoofdzakelijk zijn machtsbasis in de staat Uttar Pradesh en omschrijft zichzelf als democratisch socialistisch. Partijleider is Mulayam Singh Yadav, een voormalige chief minister van Uttar Pradesh en een voormalige minister van Defensie van India. Van oudsher komt de partij op voor de belangen van de other backward classes (OBC), veelal kleine boeren die in het Indische kastenstelsel boven de scheduled castes en scheduled tribes – traditioneel vertegenwoordigd door de Bahujan Samajpartij – staan, maar wel aanspraak kunnen maken op reserveringen, waarbij staten en de centrale overheid voor achtergestelde groepen voorzieningen geven bij examens, vacatures, universitaire toelatingen, beurzen, leningen en promoties.

## Geschiedenis
De Samajwadi-partij is een van de partijen die is voortgekomen uit de partij Janata Dal, India's belangrijkste oppositiepartij voor dat de Bharatiya Janata-partij dat werd. De Janata Dal viel uiteen in verschillende regionale partijen.
De Samajwadi-partij werd opgericht op 4 oktober 1992 door Mulayam Singh Yadav.

## Verkiezingen

### Vidhan Sabha in Uttar Pradesh
Tijdens de verkiezingen in 2007 voor de Vidhan Sabha, het lagerhuis van Uttar Pradesh, kreeg de partij 97 van de 403 zetels, een verlies van 55 zetels. Dit was vooral te wijten aan de grote winst van hun grote rivaal, maar ideologische verwante Bahujan Samajpartij. Die laatste haalde met 206 zetels een absolute meerderheid, een winst van 139 zetels, waardoor de Samajwadi-partij in de oppositie terechtkwam.

### Lok Sabha
Bij de landelijke algemene verkiezingen voor de Lok Sabha van 2009 kreeg de partij 23 van de 543 zetels, een verlies van 13 zetels ten opzichte van 2004. Het is daarmee de derde partij van India. Tijdens deze verkiezingen had het samen met de partij Rashtriya Janata Dal een alliantie gevormd, het Vierde Front. Voorheen zat de partij bij de door het Congrespartij gedomineerde Verenigde Progressieve Alliantie.